# コリン・マクフィー

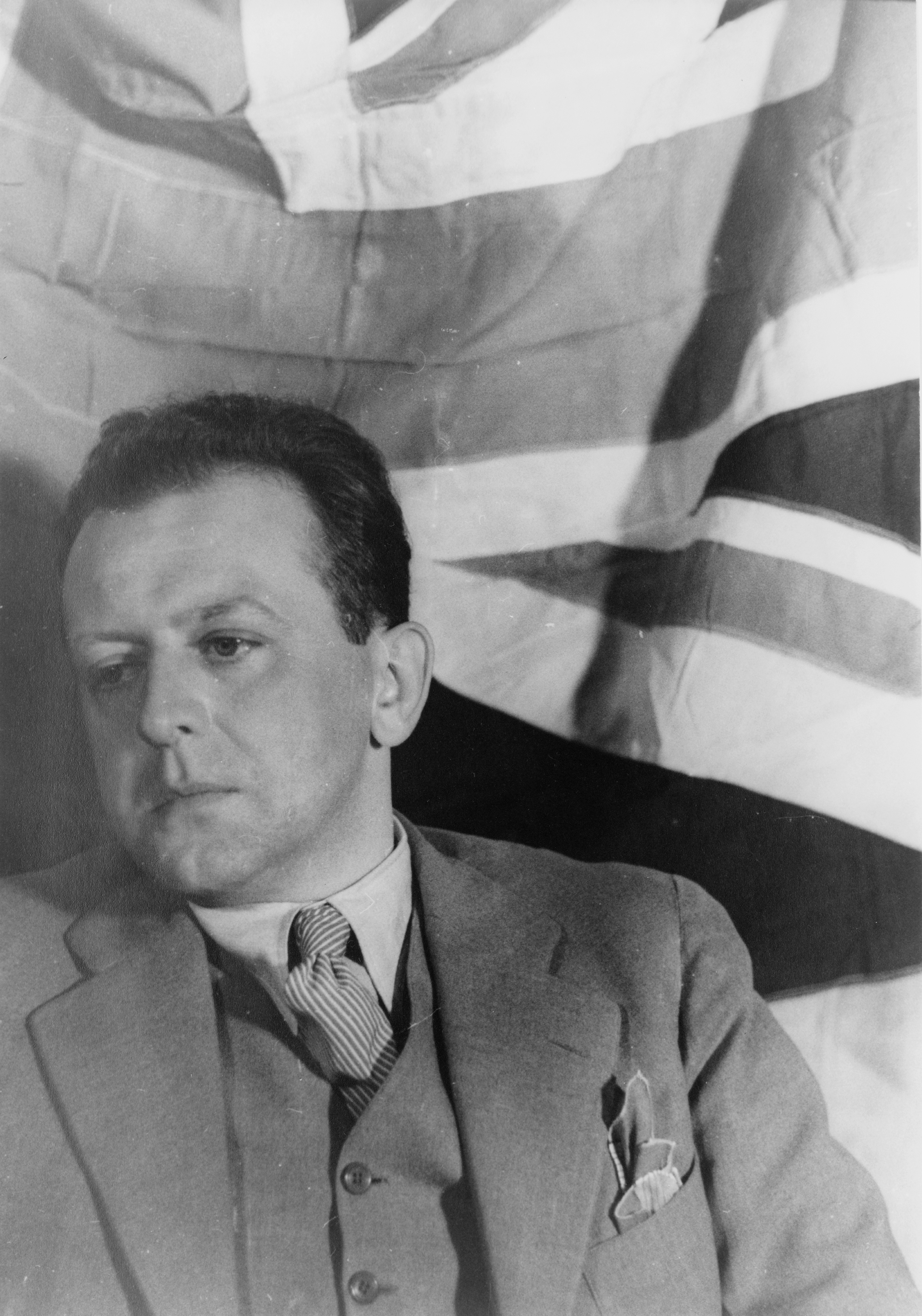
コリン・マクフィー

コリン・マクフィー（Colin McPhee, 1900年3月15日 - 1964年1月7日）は、カナダの作曲家、音楽学者。バリ島に居住して、ガムラン音楽を西洋に紹介して、大きな影響を与えた。
モントリオール出身。ボルチモアとトロントで音楽を学んだ後、パリに留学してイシドール・フィリップに学び、さらにニューヨークでエドガー・ヴァレーズに師事した。1931年から1939年にかけてバリ島に居住し、ガムランを研究、民族音楽学に成果を残した。1936年にカルロス・チャベスの依頼で、管弦楽でバリの儀礼音楽を再現した『タブー・タブーアン（Tabuh-Tabuhan）』を作曲した。1958年よりカリフォルニア大学ロサンゼルス校で教職についた。またジャズ評論家としても活動した。
友人にベンジャミン・ブリテン、レナード・バーンスタイン、ヘンリー・カウエル、カウエルの弟子のルー・ハリソンらがおり、彼らに影響を与えた。

## 著書
- 熱帯の旅人―バリ島音楽紀行